# حادثة طائرة هاواي
طائرة هاواي، تعد واحدة من ثلاث طائرات التابعة لشركة بان اميركان من طراز مارتن ام 130. والتي اختفت وعلى متنها ستة ركاب وطاقم مكون من تسعة أفراد. وكانت في طريقها من غوام إلى مانيلا في 28 يوليو 1938.

## الخدمات العابرة للمحيط الهادئ
بدأت شركة بان أمريكان خدمة البريد عبر المحيط الهادئ في 22 نوفمبر 1935 ، ثم بدأت في نقل الركاب في أكتوبر 1936. وتطلب خدمة القارب الطائر بين خليج سان فرانسيسكو وخليج مانيلا حوالي 60 ساعة طيران على مدى ستة أيام ، مع توقف في بيرل هاربور وميدواي أتول وجزيرة ويك وغوام.

## حادثة الاختفاء
غادرت طائرة هاواي غوام في المحطة الأخيرة من الرحلة المتجهة غربًا وذلك في الساعة 11:39 بالتوقيت المحلي في 28 يوليو 1938. وقد كان آخر اتصال لاسلكي بعد 3 ساعات و 27 دقيقة ، وذلك عندما أبلغت الطائرة عن تحليقها عبر طبقات من السحب ورياح عاتية على بعد 565 ميلًا من الساحل الفلبيني.
وعثرت سفينة النقل التابعة للجيش يوسات ميغز على بقعة زيت على طول مسار الطائرة المفقودة على بعد 500 ميل من مانيلا، وأخذت عينات  وباشرت التحقيقات.  ثم أُلغي البحث عن الطائرة في 5 أغسطس 1938. إذ أشارت الاختبارات اللاحقة على عينات الزيت التي جمعتها ميغز إلى عدم وجود صلة لها بالطائرة. كما أدت المراجعات الحديثة للأحداث وتقنيات أخذ عينات الزيت إلى استنتاج البعض لاستنتاج اختبار النفط من المحيط الهادئ الاستوائي مقارنةً بالعينات المأخوذة من سان فرانسيسكو لم تكن قاطعة في استبعاد وجود صلة ببقعة تم العثور عليها بالقرب من آخر موضع مقدر يسمح بتيارات المحيط 
كانت طائرة هاواي أول قوارب طيران طويلة المدى الثلاثة الأولى التي فقدت. وقد  كان هذا أشنع حادث طيران في المحيط الهادئ حينها ، على الرغم من أن الوفيات كانت أكثر عندما تحطمت الطائران الآخريتان من طراز مارتن ام130 لاحقاً. إذ قُتل 19 شخصًا في حادث تحطم طائرة الفلبين عام 1943 ، وقتل 23 حينما تحطمت طائرة الصين في عام 1945.
ويؤمن البعض أن طائرة هاواي قد اختطفها الجيش الياباني ونقلها إلى Truk Lagoon في ولايات ميكرونيزيا الموحدة إذ تم أُعدم الركاب وطاقم الطائرة ، وبعد ذلك تم نقلها إلى اليابان ليتم تصميمها بشكل عكسي. وقد سافرت مجموعة من المحققين ، بمن فيهم ضباط سابقون في المخابرات البحرية ، إلى Truk Lagoon بحثًا عن أدلة.

## روابط خارجية
- التقرير الأولي لمجلس السلامة الجوية بهيئة الطيران المدني